# Statuto delle Nazioni Unite

Bandiera delle Nazioni Unite

Lo Statuto (o Carta) delle Nazioni Unite è l'accordo istitutivo dell'Organizzazione delle Nazioni Unite (ONU). È un trattato e quindi, secondo le normative di diritto internazionale è vincolante per tutti gli Stati che lo hanno ratificato. Dal momento che quasi tutti i Paesi del mondo sono ormai Stati membri, la sua validità è pressoché universale.

## Storia
Fu firmato a San Francisco il 26 giugno 1945 da 50 dei 51 paesi membri (la Polonia, non presente alla conferenza, firma ad ottobre del 1945) a conclusione della Conferenza delle Nazioni Unite sull'Organizzazione Internazionale. Entrò in vigore il 24 ottobre 1945, dopo la ratifica da parte dei 5 membri permanenti del Consiglio di Sicurezza (Cina, Francia, Unione Sovietica, Regno Unito e Stati Uniti) e della maggioranza degli altri Stati firmatari.

## Struttura dello Statuto
Lo statuto comincia con un preambolo, vagamente somigliante al preambolo della Costituzione degli Stati Uniti.
È composto da 111 articoli suddivisi in capitoli.
- Capitolo 1: definisce gli scopi delle Nazioni Unite.
- Capitolo 2: definisce i criteri di ammissione dei paesi.
- Capitoli 3-15: descrivono gli organi delle Nazioni Unite e i loro compiti e poteri.
- Capitoli 16 e 17: descrivono l'integrazione delle Nazioni Unite con le normative di diritto internazionale.
- Capitoli 18 e 19: descrivono le modifiche e la ratifica dello Statuto.

È integrato dallo Statuto della Corte Internazionale di Giustizia, il cui funzionamento e organizzazione sono disciplinati dal capitolo XIV.

## Uso della forza
Nella Carta bisogna distinguere le disposizioni relative all'uso della forza, che riguardano gli Stati individualmente considerati, da quelle relative al sistema di sicurezza collettiva che fa capo al Consiglio di sicurezza.

Al primo gruppo appartengono le disposizioni che stabiliscono un divieto generale di usare la forza nelle relazioni internazionali e le relative eccezioni. Il divieto è stabilito dall'art. 2, par. 4, mentre le eccezioni hanno per oggetto la legittima difesa individuale e collettiva (art. 51), e le azioni contro Stati ex nemici, di cui all'art. 107 della Carta.
Il sistema di sicurezza collettiva, di cui al Capitolo VII della Carta, fa perno sugli artt. 39 e ss., incluso il ricorso alla forza esercitato direttamente dal Consiglio di sicurezza (art. 42). Questa categoria di azioni coercitive presuppone, però, l'operatività di alcune disposizioni che non hanno mai trovato attuazione. A ciò si aggiungono alcune disposizioni del Capitolo VIII, relative alle azioni coercitive intraprese dalle organizzazioni regionali o in virtù di accordi regionali, azioni devono essere autorizzate dal Consiglio di sicurezza.
Lo Statuto afferma principi di base del diritto internazionale quali il rispetto reciproco tra Stati, l'integrità territoriale, la sovranità degli altri paesi, la non ingerenza negli affari interni altrui.

## Ratifiche da parte degli stati nazionali

### Italia
La Repubblica Italiana ratificò il trattato internazionale con la legge 17 agosto 1957, n. 848.